# Semion Timoshenko
Semion Konstantinovitch Timoshenko (em russo:  Семён Константинович Тимошенко; em ucraniano:  Семе́н Костянти́нович Тимоше́нко; Furmanivka, Oblast de Odessa, Império Russo, 18 de fevereiro de 1895 – 31 de março de 1970, Moscou, União Soviética) foi um Marechal da União Soviética responsável direto por importantes vitórias durante a Guerra de Inverno e a invasão alemã da URSS, a Operação Barbarossa, e creditado com a modernização do Exército Vermelho.

## Vida
Oriundo de uma família de origem camponesa, ingressou no Exército Imperial Russo em 1915, servindo na cavalaria na Primeira Guerra Mundial. Em 1917, com o início da Revolução Russa, apoiou os revolucionários, unindo-se ao Exército Vermelho em 1918, quando de sua formação. Em 1919 associou-se ao Partido Bolchevique.
Durante a Guerra Civil Russa, lutou em várias frentes, incluindo em Tsartsin, conhecida mais tarde como Stalingrado, one conheceu Stalin. Isto mais tarde o ajudaria em sua carreira. Com a subida de Stalin ao controle do Partido Comunista no final da década de 1920, assumiu mais tarde o comando do 1.º Exército de Cavalaria, que anteriormente pertencia a Semion Budionni. Juntos, mais tarde se tornariam a base do Exército Vermelho.
Em 1933 foi nomeado comandante–adjunto da Bielorrússia, participando de grandes manobras militares que combinavam blindados com tropas aerotransportadas. 
Foi um dos poucos generais que sobreviveram ao Grande Expurgo, no qual Stalin eliminou grande parte dos militares que não eram ou não estavam alinhados com o partido e as novas doutrinas que se instalavam na União Soviética. Durante a Segunda Guerra Mundial, suportou enorme pressão e teve seu valor era reconhecido pelo próprio Stalin, que lhe confiava as missões difíceis.
Em 1939 foi-lhe dado o comando de toda a região fronteiriça ocidental e liderou o frente ucraniana e a ocupação soviética da Polônia oriental. Ele também se tornou um membro do Comitê Central do Partido Comunista. 

## A Guerra de Inverno
Em janeiro de 1940 Timoshenko comandou os exércitos soviéticos contra a Finlândia, na Guerra Soviético-Finlandesa. Sob a liderança de Timoshenko os soviéticos sucederam à quebra da Linha Mannerheim no Istmo da Carélia.
Timoshenko era um competente mas tradicionalista mas via a necessidade urgente de modernizar o Exército Vermelho, devido ao fato do que já acontecia com outros países. Superando a oposição de outros líderes mais conservadores, ele empreendeu a mecanização do Exército Vermelho e a produção de mais tanques.

## Segunda Guerra Mundial
Durante a invasão alemã em junho de 1941 Stalin assumiu o posto de Comissário Defesa e Timoshenko foi enviado à Frente Central para conduzir a retirada para Smolensk, sofrendo pesadas baixas. Apesar disso, salvou grande parte do exército russo que posteriormente seria re-equipada para a defesa de Moscou.

## Condecorações
- Herói da União Soviética (Março de 1940 e 1965)
- Ordem da Vitória (1945)
- Ordem de Lenin (5 vezes)
- Ordem de Revolução de Outubro
- Ordem do Estandarte Vermelho (5 vezes)
- Ordem de Suvorov (3 vezes)